# Ali Zamoum
Pour les articles homonymes, voir Zamoum.
Ali Zamoum (1933-2004) est une personnalité politique algérienne, militant nationaliste durant la guerre d'Algérie.

## Biographie
Ali Zamoum est né le 20 octobre 1933 à Boghni (région de Tizi Ouzou, en Kabylie). Fils d’un des premiers instituteurs de la localité, il rejoint, avec son frère Mohamed (futur colonel Si Salah), l’école primaire de Boghni. Ali quitte l’école à l’âge de 11 ans. De retour au village Ighil Imoula, il fréquente les jeunes militants du Mouvement national, dont son frère deviendra au début des années 1950 secrétaire du centre municipal.
Il est arrêté en 1953 pour avoir fourni au parti nationaliste de la logistique appartenant à l’administration coloniale. Après un an de prison, il est libéré au moment de la préparation de la guerre d’indépendance. Fin octobre 1954, Ali Zamoum reçoit de Krim Belkacem un texte, préparé par Mohamed Boudiaf et Mourad Didouche, qu’il devait « reproduire à des milliers d’exemplaires » après avoir été dactylographié par le journaliste Mohamed El Aïchaoui: c’est la Proclamation du 1er Novembre. Le texte est tiré à Ighil Imoula. Au maquis, le lendemain du tirage de la Proclamation, Ali Zamoum est arrêté en février 1955 à l’issue d’un accrochage dont a réchappé un groupe de résistants, parmi eux, les deux futurs colonels Ouamrane et Si Salah.
Ali Zamoum est condamné à mort et incarcéré dans une dizaine de prisons, en Algérie et en France. Ses sept années d’incarcération, passées sous la hantise de l’exécution de la peine capitale, sont consacrées essentiellement à la lecture et il découvre des auteurs proches des mouvements révolutionnaires. À l’indépendance, il quitte l’Armée nationale (ALN), considérant que « le serment de l’Indépendance du pays a été accompli ».
Il est le premier Préfet de Tizi Ouzou, mais ne reste pas longtemps à ce poste (du 28 octobre 1963 au 1er octobre 1964). Quelques années plus tard, il occupe des postes de responsabilité au sein de l’administration centrale, notamment au ministère du Travail, à partir duquel il soutient le travail de Kateb Yacine dans le cadre du Théâtre de la Mer, qui devient plus tard  « l’action culturelle des travailleurs ». À la retraite, Ali Zamoum met en place à Boghni l’association Tagmats qui œuvre dans le domaine de l’action sociale. Il est l’auteur de Tamurt Imazighen. Mémoires d’un survivant 1940-1962, éditions Rahma, Alger, 1993.
En 2001, il a un rôle déterminant dans le mouvement citoyen des Aarchs qu'il conseille et accompagne.

## Fonctions
Ses principales fonctions occupées sont :
1. Préfet de Tizi Ouzou: (1963-1964).

## Itinéraire
| N° | Fonction           | Début           | Fin              |
| -- | ------------------ | --------------- | ---------------- |
| 01 | Wali de Tizi Ouzou | 28 octobre 1963 | 1er octobre 1964 |

## Maladie et mort
Ali Zamoum, meurt le 28 août 2004  à Villejuif, a toujours été un militant de la cause berbère.

## Décorations
- Ahid de l'ordre du Mérite national d'Algérie.